# Нідерланди на зимових Олімпійських іграх 1980
Нідерланди брала участь в Зимових Олімпійських іграх 1980 року у Лейк-Плесіді (США) в одинадцятий раз за свою історію, і завоювала дві срібні, одну золоту і одну бронзову медалі.

## Медалісти
| Нідерланди на олімпіаді 1980 року в ейк-Плесіді | Нідерланди на олімпіаді 1980 року в ейк-Плесіді | Нідерланди на олімпіаді 1980 року в ейк-Плесіді | Нідерланди на олімпіаді 1980 року в ейк-Плесіді | Нідерланди на олімпіаді 1980 року в ейк-Плесіді |
| Медалі                                          | Спортсмени                                      | Вид спорту                                      | Дисципліна                                      | Результат                                       |
| ----------------------------------------------- | ----------------------------------------------- | ----------------------------------------------- | ----------------------------------------------- | ----------------------------------------------- |
| Золото                                          | Анні Борчинк                                    | Ковзанярський спорт                             | 1 500 метрів, жінки                             | 2:10.95 OR                                      |
| Срібло                                          | Піт Клейне                                      | Ковзанярський спорт                             | 10 000 метрів, чоловіки                         | 14:36.03                                        |
| Срібло                                          | Ріа Віссер                                      | Ковзанярський спорт                             | 1 500 метрів, жінки                             | 2:12.35                                         |
| Бронза                                          | Леве де Бур                                     | Ковзанярський спорт                             | 500 метрів, чоловіки                            | 38.48                                           |

## Ковзанярський спорт
Чоловіки
| Дисципліна | Спортсмен             | Гонка    | Гонка |
| Дисципліна | Спортсмен             | Час      | Місце |
| ---------- | --------------------- | -------- | ----- |
| 500 м      | Леве де Бур           | 38.48    | 3     |
| 500 м      | Гільберт ван дер Дуйм | 40.42    | 18    |
| 500 м      | Берт де Йонг          | 39.30    | 16    |
| 1000 м     | Леве де Бур           | 1:17.97  | 10    |
| 1000 м     | Гільберт ван дер Дуйм | 1:19.89  | 21    |
| 1000 м     | Берт де Йонг          | 1:17.29  | 6     |
| 1500 м     | Гільберт ван дер Дуйм | 1:59.49  | 11    |
| 1500 м     | Берт де Йонг          | 1:59.83  | 13    |
| 1500 м     | Йеп Крамер            | DNF      | –     |
| 5000 м     | Гільберт ван дер Дуйм | 7:07.97  | 4     |
| 5000 м     | Піт Клейне            | 7:08.96  | 6     |
| 5000 м     | Йеп Крамер            | 7:14.09  | 9     |
| 10,000 м   | Гільберт ван дер Дуйм | 14:47.58 | 6     |
| 10,000 м   | Піт Клейне            | 14:36.03 | 2     |
| 10,000 м   | Йеп Крамер            | 15:04.79 | 11    |

Жінки
| Дисципліна | Спортсмен                 | Гонка      | Гонка |
| Дисципліна | Спортсмен                 | Час        | Місце |
| ---------- | ------------------------- | ---------- | ----- |
| 500 м      | Анні Борчинк              | 44.47      | 22    |
| 500 м      | Sijtje van der Lende      | 44.74      | 26    |
| 500 м      | Haitske Valentijn-Pijlman | 44.02      | 15    |
| 1000 м     | Анні Борчинк              | 1:27.24    | 6     |
| 1000 м     | Sijtje van der Lende      | 1:28.72    | 13    |
| 1000 м     | Haitske Valentijn-Pijlman | 1:28.80    | 14    |
| 1500 м     | Анні Борчинк              | 2:10.95 OR | 1     |
| 1500 м     | Sijtje van der Lende      | 2:16.05    | 15    |
| 1500 м     | Ріа Віссер                | 2:12.35    | 2     |
| 3000 м     | Анні Борчинк              | 4:47.35    | 13    |
| 3000 м     | Sijtje van der Lende      | 4:51.53    | 16    |
| 3000 м     | Ріа Віссер                | DNF        | –     |